# Siedem bram Jerozolimy
Siedem bram Jerozolimy – kompozycja autorstwa Krzysztofa Pendereckiego stworzona na zamówienie władz miejskich Jerozolimy z okazji jubileuszu trzech tysiącleci istnienia miasta.
Tytuł i budowa tego siedmioczęściowego utworu nawiązują do siedmiu historycznych bram prowadzących do jerozolimskiego Starego Miasta. Początkowo kompozycja została pomyślana jako symfonia, jednak w procesie twórczym przybrała formę wokalno-instrumentalną, zbliżając się tym samym do formy oratorium. Utwór przewidziany jest na orkiestrę z rozbudowaną sekcją perkusyjną, trzy chóry, solistów i recytatora. Mieszają się w nim motywy typowe dla muzyki Bliskiego Wschodu oraz muzyki związanej z tradycją chrześcijańską obrządków wschodniego i zachodniego. Wykorzystano nietypowe instrumenty, takie jak trąbka basowa mająca imitować żydowski szofar, a także tubafony, czyli niskobrzmiące rury skonstruowane specjalnie na potrzeby odtworzenia partytury Siedmiu bram Jerozolimy.
Warstwę tekstową oparto na Księdze Psalmów, z której wybrane zostały przede wszystkim fragmenty odnoszące się do Jerozolimy, a także na innych starotestamentowych księgach, tj. na Księdze Izajasza, Daniela, Ezechiela i Jeremiasza. Posłużono się przy tym tłumaczeniem wziętym z Wulgaty. Jedynie fragment proroctwa Ezechiela z części szóstej Siedmiu bram Jerozolimy jest – zgodnie z życzeniem autora – wykonywany zawsze w języku narodowym publiczności.
Prawykonanie Siedmiu bram Jerozolimy odbyło się 9 stycznia 1997 r. w Jerozolimie. Uczestniczyli w nim muzycy z różnych krajów, m.in. chóry z Monachium, Stuttgartu i Lipska oraz jerozolimska Orkiestra Symfoniczna pod dyrekcją Lorina Maazela. W Polsce Siedem bram Jerozolimy po raz pierwszy wykonano w Filharmonii Narodowej w Warszawie 14 marca 1997 r..